# تشارلز هوارد (سياسي)
تشارلز هوارد (بالإنجليزية: Charles Howard)‏ هو سياسي أمريكي، ولد في 7 أغسطس 1804 في مقاطعة تشينانغو في الولايات المتحدة، وتوفي في 6 نوفمبر 1883 في نيويورك في الولايات المتحدة.